# 久利村
久利村（くりむら）は、島根県邇摩郡にあった村。現在の大田市の一部にあたる。

## 地理
銀山川の中流域に位置していた。

## 歴史
- 1889年（明治22年）4月1日、町村制の施行により、邇摩郡行恒村、松代村、久利村、市原村、佐摩村（一部、字赤波）が合併して村制施行し、久利村が発足[1][2]。
- 1912年（明治45年）- 久利郵便局開設[1]。
- 1929年（昭和4年）4月1日 - 邇摩郡忍原村字戸蔵を編入した[1][2]。
- 1954年（昭和29年）1月1日 - 邇摩郡静間村、安濃郡大田町・長久村・鳥井村・久手町・波根東村・川合村と合併して市制施行し大田市を新設して廃止された[1][2]。

### 地名の由来
江川から9里の距離にあることから。

## 産業
1901年（明治34年）石膏鉱山が開かれ大正期に最盛期を迎えた。